# Мотигіно
Ємельяново (рос. Мотыгино) — смт в Росії, у Красноярському краї, адміністративний центр Мотигінського району. Населення - 5323 осіб.

## Географія
Селище розташоване на правому березі Ангари за 128 км на схід від Лісосибірськ та за 260 км на північний схід від Красноярська.

## Історія
Заснований в 1671 році, названий за прізвищем першого російського переселенця.